# Hygrophila niokoloensis
Hygrophila niokoloensis är en akantusväxtart som beskrevs av Jean Berhaut. Hygrophila niokoloensis ingår i släktet Hygrophila och familjen akantusväxter. Inga underarter finns listade i Catalogue of Life.